# Santiago Medrano
Santiago Medrano (n. Bella Vista, 6 de mayo de 1996) es un jugador de rugby argentino que se desempeña en la posición de pilar en Jaguares. Dado su paso previo por Pampas XV, Medrano fue convocado por Los Pumas en 2018, y estuvo presente en la victoria ante Sudáfrica el 25 de agosto de ese mismo año por 32 a 19.
Debutó oficialmente en el Club Regatas de Bella Vista en 2015, equipo en el que militó hasta 2018. Luego sería traspasado a la franquicia argentina del Super Rugby.

## Estadísticas
| Año                                     | Equipo              | País         | Pj | Puntos |
| 2015                                    | Regatas Bella Vista | Argentina    | 33 | (15)   |
| Super Rugby                             |                     |              |    |        |
| Año                                     | Equipo              | País         | Pj | Puntos |
| 2018–                                   | Jaguares            | Argentina    | 1  | (0)    |
| Selección nacional                      |                     |              |    |        |
| Año                                     | Seleccionado        | Seleccionado | Pj | Puntos |
| 2018                                    | Argentina           | Argentina    | 9  | (0)    |
| Actualizado el 16 de noviembre del 2018 |                     |              |    |        |